# قارچ‌های کلافی
قارچ‌های کلافی (نام علمی: Glomeromycota) نام یک شاخه از فرمانرو قارچ است.